# Milieu Löwenstein Jensen
Pour les articles homonymes, voir Jensen.

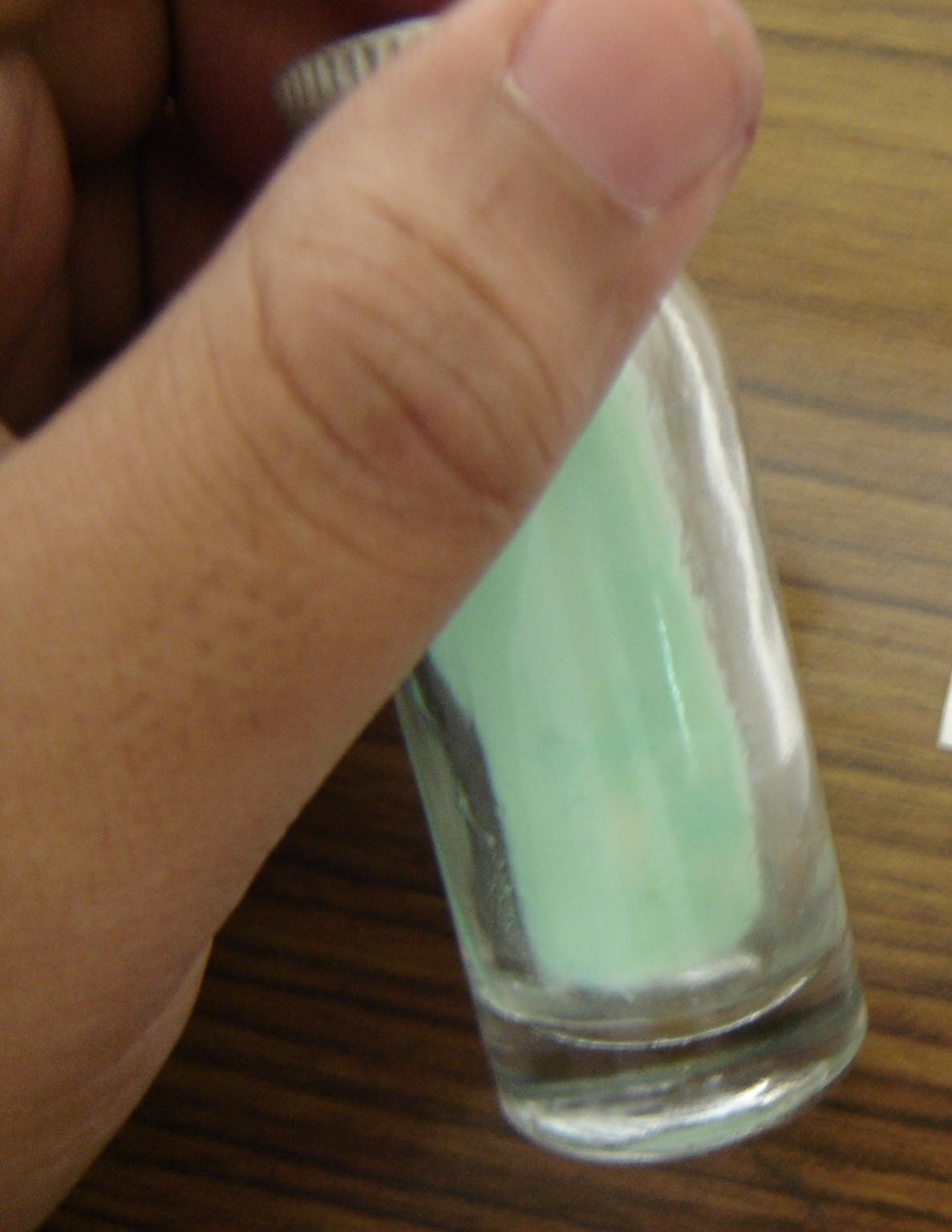
Milieu Löwenstein Jensen dans un flacon de McCartney.

Le milieu Löwenstein Jensen (LJ) est un milieu de culture semi-défini solide faiblement sélectif employé en microbiologie pour la culture des Mycobactéries, et notamment des pathogènes du « complexe Mycobacterium tuberculosis ». Il a été mis au point en 1932 par K.A. Jensen sur la base d'une formule proposée l'année précédente par E. Loewenstein,.  En raison d'un rapport coût-efficacité satisfaisant et d'une préparation relativement facile à partir d'ingrédients courants, il s'est peu à peu imposé comme le milieu solide de référence pour le diagnostic microbiologique de la tuberculose. En 1998 c'était le premier milieu recommandé par l'OMS pour l'isolement des Mycobactéries dans les prélèvements respiratoires. 
Comme les autres milieux à l'œuf, le milieu LJ est de plus en plus concurrencé par les performances supérieures des milieux liquides et des systèmes automatisés de détection de croissance, dont les apports diagnostiques sont significatifs en termes de sensibilité et surtout de rapidité. Néanmoins la diffusion de ces techniques dans les PED, où se concentrent les zones d'endémie tuberculeuse, est limitée par leur coût et par un risque majoré de contamination des cultures (milieux moins sélectifs) et du personnel de laboratoire (production d'aérosols au cours de la manipulation).

## Principe
La base nutritive est riche. Il s'agit comme le milieu Ogawa d'un milieu à l'œuf, les importantes exigences nutritives des Mycobactéries étant couvertes par les substances (lipides, protides, vitamines etc.) contenues dans le blanc et le jaune d'œuf de poule. La L-asparagine est un acide aminé source d'azote. Le glycérol complète ces apports sauf pour certaines Mycobactéries (notamment M. bovis) sur lesquelles il exerce un effet inhibiteur. Le citrate et le magnésium sont des facteurs de croissance.
L'amidon incorporé initialement sous forme de fécule de pomme de terre est parfois omis car son rôle nutritif n'est pas démontré.
Le vert malachite est un colorant à structure triarylméthane employé comme inhibiteur bactérien à large spectre. Le dihydrogénophosphate de potassium sert de tampon.

## Composition
Pour 1600 mL de milieu (formule d'origine comportant de l'amidon), :
- œufs entiers homogénéisés : 1000 mL
- eau distillée : 600 mL
- glycérol : 12 mL
- amidon (fécule de pomme de terre) : 30 g
- L-asparagine : 3,6 g
- dihydrogénophosphate de potassium (anhydre) : 2,4 g
- citrate de sodium (ou de magnésium) : 600 mg
- vert malachite : 400 mg (soit 20 mL d'une solution aqueuse à 2% m/v)
- sulfate de magnésium (heptahydraté) : 240 mg.

Certains fournisseurs proposent la version sans amidon.

## Préparation
Les ingrédients thermostables sont dissous à chaud dans l'eau distillée et le mélange est stérilisé à l'autoclave (15 minutes à 121°C). Les œufs sont désinfectés très soigneusement en surface puis, en travaillant en conditions aseptiques, ouverts et homogénéisés. Le volume nécessaire de l'émulsion de jaunes et de blancs d’œufs est mesuré à l'aide d'une éprouvette stérile puis mélangé à la solution précédente. Le vert malachite est introduit aseptiquement, par exemple par filtration stérilisante. Le mélange est homogénéisé doucement afin d'éviter l'introduction de bulles d'air.
Le milieu est réparti dans des contenants stériles (tubes ou flacons) à bouchons vissants que l'on incline de manière à former une pente étirée sur toute la hauteur du récipient. Ils sont mis à coaguler dans cette position pendant 45 minutes à 85°C. Afin de détecter d'éventuelles contaminations lors de la préparation il est recommandé de pratiquer un contrôle de qualité systématique en incubant les milieux à 37°C pendant 24h. Après ce contrôle ils sont stockés au réfrigérateur (2 – 6°C) bouchon fermé pour une durée maximale de quelques semaines.

## Variantes
Plusieurs variantes du milieu LJ ont été développées pour accroître sa sélectivité ou améliorer la croissance de certaines Mycobactéries :
- milieu LJ au pyruvate : le glycérol est remplacé par du pyruvate de sodium à hauteur de 0,5% m/v (soit 8 g pour 1600 mL de milieu), ce qui permet la croissance des bactéries inhibées par le glycérol (notamment M. bovis)
- milieu LJ au NaCl : enrichi en chlorure de sodium à 5% m/v, il permet d'isoler les bactéries halotolérantes (notamment M. fortuitum et M. triviale)
- milieu LJ au fer : enrichi en citrate de fer(III) ammoniacal (1 à 2,5% m/v) qui joue le rôle de facteur de croissance pour certaines bactéries (surtout M. haemophilum) et produit, lorsqu'il est métabolisé, une réaction colorée utile à l'identification (colonies couleur rouille, par exemple pour M. fortuitum)
- milieu LJ Gruft : enrichi en ARN et en antibiotiques, il est à la fois plus nutritif et plus sélectif
- milieu LJ Mycobactocel : sélectivité majorée par un cocktail d'antibiotiques.